# 백운모

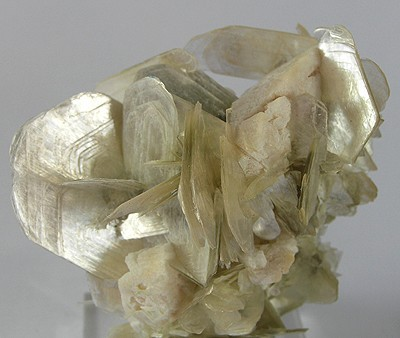

백운모(白雲母, 영어: Muscovite)는 알루미늄과 칼륨의 층상 규산염 광물이다. 화학 조성은 KAl2(AlSi3O10)(F,OH)2, 또는 (KF)2(Al2O3)3(SiO2)6(H2O)이다.